# Кильхберг (Цюрих)
Кильхберг (нем. Kilchberg, алем. нем. Chilchbèèrg) — коммуна в Швейцарии, в кантоне Цюрих.
Входит в состав округа Хорген. Население составляет 7188 человек (на 31 декабря 2007 года). Официальный код — 0135.
В Кильхберге провёл последние годы и похоронен немецкий писатель Томас Манн.